# 弗里德里希·亨德里克斯
弗里德里希·亨德里克斯（德語：Friedrich Hendrix，1911年1月6日—1941年8月30日），德国男子田径运动员。他曾代表德国参加1932年夏季奥林匹克运动会田径比赛，获得男子4×100米接力银牌。